# Grön eld

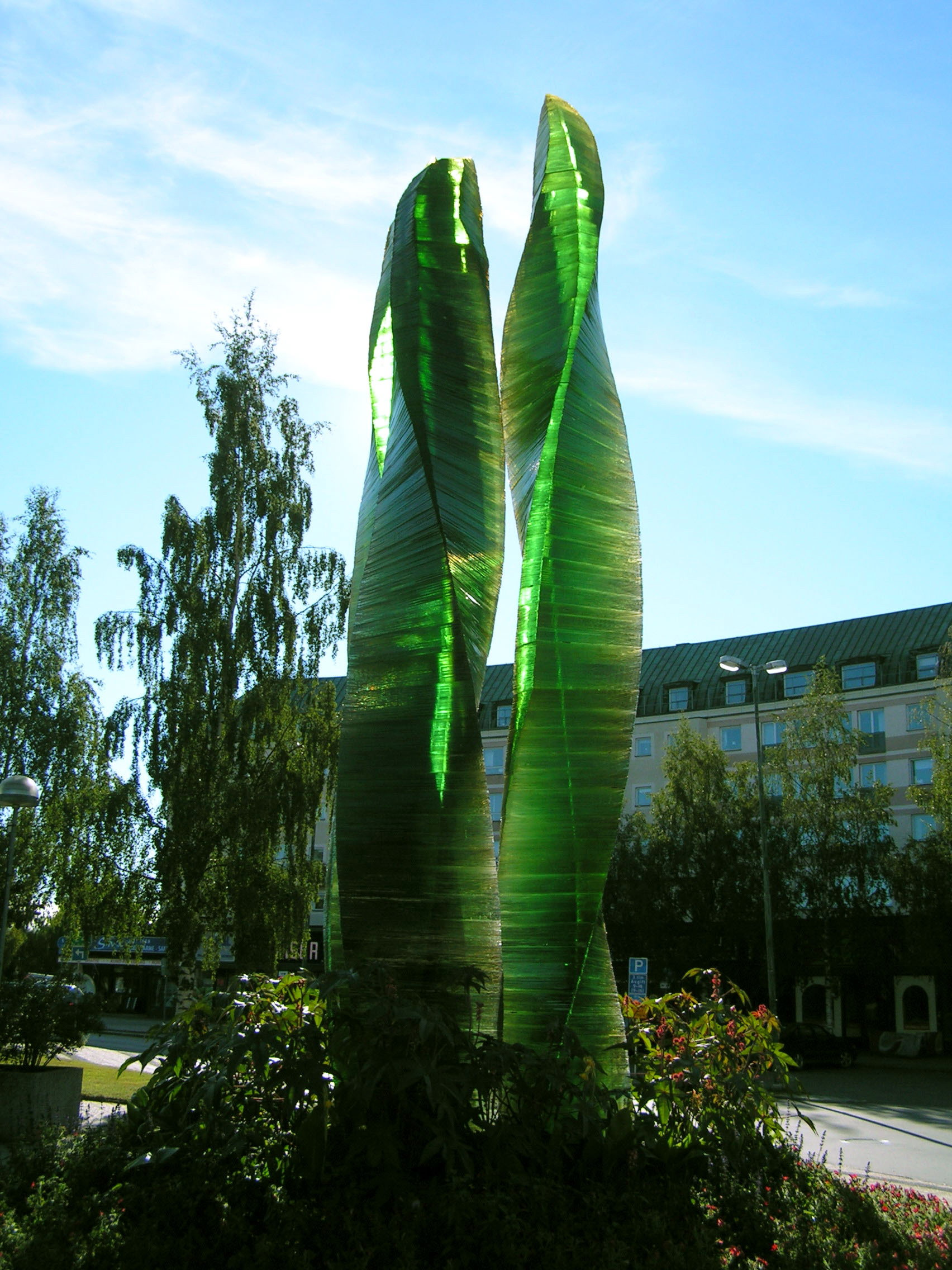
Grön eld (Ostansicht)

Grön eld („grünes Feuer“) ist eine Glasskulptur von Vicke Lindstrand auf Järnvägstorget, gelegen an der Vorderseite des Hauptbahnhofs von Umeå in der Provinz Västerbotten in Schweden. Die neun Meter hohe Glasskulptur war zur Zeit ihrer Enthüllung im Jahr 1970 die größte ihrer Art in der Welt.

## Geschichte
Sven Wallander, Leiter der HSB (Hyresgästernas sparkasse - oh byggnadsförening), beauftragte den Bau der Skulptur, nachdem er die Glasskulptur Prisma von Vicke Lindstrand in Norrköping gesehen hatte. HSB stiftete das Kunstwerk an die Gemeinde Umeå.
Lennart Johansson, der die Skulptur im Jahr 1970 montiert hatte, erzählte der Presse im Dezember 2013, dass er in einer der Glasflammen der Skulptur ein Bild von Mao Zedong versteckt habe.

## Die Skulptur
Grön eld besteht aus drei gedrehten Glassäulen, die in einem Punkt enden. Die Glassäulen sind vom  Emmaboda glasverk in Schweden aus dreitausend neun Millimeter dünnen Glasplatten gefertigt. Die Glasstücke wurden zusammengeklebt mit Epoxidharz Leim, um dem Klima zu widerstehen. Die neun Meter hohe Skulptur wiegt 45 Tonnen und steht auf einem schweren Sockel aus Beton, der im Boden verankert ist.